# Neugodna istina
Neugodna istina (eng. An Inconvenient Truth) američki je dokumentarni film iz 2006. godine. Film se temelji na predavanjima američkog političara Ala Gorea o globalnom zatopljenju i klimatskim promjenama. Razotkriva mitove i pogrešne predodžbe te predlaže potrebne promjene. Dobio je brojne nagrade, uključujući dva Oscara.

## Radnja
Neugodna istina prikazuje podatke i predviđanja o klimatskim promjenama uz isječke iz života Ala Gorea. Preko prezentacije različitim tehnikama poput slika, grafikona, karti, animacija i računalnih simulacija u filmu su predstavljena recentna istraživanja vrhunskih svjetskih znanstvenika kojima se uklanjaju sve sumnje o postojanju problema globalnog zatopljenja. Gore prikazuje problem sa znanstvenog, ekonomskog, političkog i moralnog gledišta. Film uključuje mnogo segmenata s ciljem pobijanja teorija, da je globalno zagrijavanje nestvarno. Al Gore kritizira američku politiku, zbog nepotpisivanja Protokola iz Kyota i ignoriranja problema.

## Nagrade
- 2 osvojena Oscara za najbolji dokumentarni film i za najbolju pjesmu u filmu (Melissa Etheridge: "I Need to Wake Up").
- posebna nagrada udruge Humanitas Prize
- za napore u rješavanju problema globalnog zagrijavanja, Al Gore je s kanadsko-inuitskom aktivisticom Sheilom Watt-Cloutier nominiran za Nobelovu nagradu za mir 2007.
- nagrade za najbolji dokumentarni film na 17 filmskih festivala

## Zanimljivosti
- Britanska vlada je odlučila prikazati ovaj film u svim srednjim školama u Engleskoj i Walesu u obrazovne svrhe. Španjolska vlada je donijela istu odluku.

## Vanjske poveznice
- Službena stranica  Arhivirana inačica izvorne stranice od 20. travnja 2010. (Wayback Machine)
- Neugodna istina u internetskoj bazi filmova IMDb-a
- Knjiga Ala Gorea o klimatskim promjenama  Arhivirana inačica izvorne stranice od 21. prosinca 2006. (Wayback Machine)